# Odile Moirin
Odile Moirin, née le 12 décembre 1942 à Paris, est une femme politique française. Membre du Rassemblement pour la République, elle est député de la sixième circonscription de l'Essonne et conseiller général du canton de Massy-Est.

## Biographie
Odile Moirin est née le 12 décembre 1942 à Paris. Odile Moirin est animatrice de vente.
Odile Moirin remporte son premier combat politique lors des élections cantonales de 1992 dans le canton de Massy-Est où elle bat le conseiller général sortant socialiste Marie-Pierre Oprandi avec 54,60 % des suffrages. Lors des élections législatives de 1993, elle bat le député-maire socialiste sortant de Massy Claude Germon avec 54,26 % des suffrages. Lors des élections municipales de 1995 à Palaiseau, elle se positionne contre le conseiller général RPR Jacques Allain, sans toutefois l’empêcher de remporter la mairie,. Lors des élections législatives de 1997, elle est battue par le socialiste François Lamy, ne remportant que 46,88 % des suffrages. En 1997, ex-présidente du groupe RPR au Conseil général de l'Essonne, elle entre en dissidence avec le président Xavier Dugoin, mis en examen par la justice,. Lors des élections législatives de 2002, n’ayant pas obtenu l’investiture de l’Union pour un mouvement populaire, elle se présente sous l’étiquette du Rassemblement pour la France mais ne recueille que 1,21 % des suffrages au premier tour, et ne peut se maintenir. 

## Œuvres
Odile Moirin a écrit divers ouvrages dont :
- L’enfance en détresse, Patrick Banon, janvier 1996 (ISBN 9782841920105)

## Sources
1. 1 2  Fiche d’Odile Moirin pour la dixième législature sur le site de l’Assemblée nationale. Consulté le 27/12/2010.
2. ↑  « Résultats de l’élection cantonale de 1992 dans le canton de Massy-Est sur le site du quotidien Le Figaro. »(Archive.org • Wikiwix • Archive.is • Google • Que faire ?) Consulté le 27/12/2010.
3. ↑  « Résultats de l’élection législative de 1993 dans la sixième circonscription sur le site du quotidien Le Figaro. »(Archive.org • Wikiwix • Archive.is • Google • Que faire ?) Consulté le 27/12/2010.
4. ↑  Article Municipales 95 - ESSONNE paru le 1er juin 1995 sur le site du magazine L’Express. Consulté le 27/12/2010.
5. ↑  Article Les municipales en Ile-de-France (6) : l’Essonne. La gauche fait les frais de sa guerre interne. Le RPR devrait rester la première force politique. paru le 29 mai 1995 sur le site du quotidien Libération. Consulté le 27/12/2010.
6. ↑  Résultats de l’élection législative de 1997 dans la sixième circonscription de l’Essonne sur le site de l’Institut d’études politiques de Paris. Consulté le 27/12/2010.
7. ↑  Article Xavier Dugoin lâché par les siens. Le rapporteur RPR du budget demande la démission du «patron» de l’Essonne. paru le 19 décembre 1996 sur le site du quotidien Libération. Consulté le 27/12/2010.
8. ↑  Article Xavier Dugoin et les 30000 lettres. paru le 8 janvier 1997 sur le site du quotidien Libération. Consulté le 27/12/2010.
9. ↑  Résultats de l’élection législative de 2002 dans la sixième circonscription de l’Essonne sur le site du ministère de l’Intérieur. Consulté le 27/12/2010.